# 6844 Shpak
6844 Shpak eller 1975 VR5 är en asteroid i huvudbältet som upptäcktes den 3 november 1975 av den ryska astronomen Tamara Smirnova vid Krims astrofysiska observatorium på Krim. Den har fått sitt namn efter Vladimir Stepanovich Shpak.
Asteroiden har en diameter på ungefär 4 kilometer.